# Мортене (кантон)
Мортене (фр. Mortainais) — кантон во Франции, находится в регионе Нормандия, департамент Манш. Входит в состав округа Авранш.

## История
Кантон образован в результате реформы 2015 года . В него были включены упраздненные кантоны Барантон, Мортен и Сурдваль, а также отдельные коммуны упраздненного кантона Тейоль.
С 1 января 2016 года состав кантона изменился: коммуны Бьон, Вильшьен, Мортен, Нотр-Дам-дю-Туше и Сен-Жан-дю-Корай образовали новую коммуну Мортен-Бокаж, к которой перешел статус административного центра кантона; коммуны  Сент-Мари-дю-Буа, Феррьер, Эюсе и Юсон вошли в состав коммуны Ле-Тейоль, коммуна Венжон вошла в состав коммуны Сурдваль, коммуны Романьи и Фонтене образовали новую коммуну Романьи-Фонтене.

## Состав кантона с 1 января 2016 года
В состав кантона входят коммуны (население по данным Национального института статистики за 2018 г.):
- Барантон (1 171 чел.)
- Бофисель (126 чел.)
- Бруэн (136 чел.)
- Гатмо (249 чел.)
- Жер (805 чел.)
- Ле-Нёфбур (410 чел.)
- Ле-Тейоль (1 681 чел.)
- Ле-Френ-Поре (217 чел.)
- Мортен-Бокаж (2 940 чел.)
- Перье-ан-Бофисель (213 чел.)
- Романьи-Фонтене (1 298 чел.)
- Сен-Бартелеми (334 чел.)
- Сен-Жорж-де-Руэле (546 чел.)
- Сен-Клеман-Ранкудре (5495 чел.)
- Сен-Сир-дю-Байоль (384 чел.)
- Сурдваль (3 165 чел.)
- Шольё (303 чел.)

## Политика
На президентских выборах 2022 г. жители кантона отдали в 1-м туре Эмманюэлю Макрону 35,9 % голосов против 27,0 % у Марин Ле Пен и 11,8 % у Жана-Люка Меланшона; во 2-м туре в кантоне победил Макрон, получивший 59,7 % голосов. (2017 год. 1 тур: Франсуа Фийон – 29,2 %, Эмманюэль Макрон – 21,8 %, Марин Ле Пен – 20,6 %, Жан-Люк Меланшон – 11,8 %; 2 тур: Макрон – 69,5 %. 2012 год. 1 тур: Николя Саркози — 34,4 %, Франсуа Олланд — 20,3 %, Марин Ле Пен — 17,6 %; 2 тур: Саркози — 59,7 %).
С 2021 года кантон в Совете департамента Манш представляют мэр коммуны Перье-ан-Бофисель Лидия Брион (Lydie Brionne) и мэр коммуны Мортен-Бокаж Эрве Дессеруэр (Hervé Desserouer) (оба ― Разные правые). 
|                | Кандидаты                    | Партия                   | Первый тур | Первый тур     | Второй тур | Второй тур |
| Кол-во голосов | Кандидаты                    | Партия                   | % голосов  | Кол-во голосов | % голосов  |            |
| -------------- | ---------------------------- | ------------------------ | ---------- | -------------- | ---------- | ---------- |
|                | Лидия Брион Эрве Дессеруэр   | Разные правые            | 2 545      | 79,63          | 2 517      | 82,20      |
|                | Камелия Игнатов Реми Лабакль | Национальное объединение | 651        | 20,37          | 545        | 17,80      |

|                | Кандидаты                       | Партия             | Первый тур | Первый тур     | Второй тур | Второй тур |
| Кол-во голосов | Кандидаты                       | Партия             | % голосов  | Кол-во голосов | % голосов  |            |
| -------------- | ------------------------------- | ------------------ | ---------- | -------------- | ---------- | ---------- |
|                | Валери Норман Серж Деланд       | Разные правые      | 2 610      | 42,51          | 3 173      | 50,30      |
|                | Франсуа Давус Франсин Фурмантен | Разные левые       | 2 317      | 37,74          | 3 135      | 49,70      |
|                | Катрин Анго Жан-Пьер Будри      | Национальный фронт | 1 213      | 19,76          |            |            |